# Sunrisers Hyderabad
A Sunrisers Hyderabad (röviden: SRH, telugu nyelven: సన్ రైజర్స్ హైదరాబాద్) a legnagyobb indiai Húsz20-as krikettbajnokság, az Indian Premier League egyik résztvevő csapata. Otthona Telangána állam fővárosa, Haidarábád, hazai pályája a Rádzsív Gándhi Nemzetközi Krikettstadion. Logójuk egy széttárt szárnyú madarat ábrázól egy felkelő Nap előtt. A narancs klubszínnel rendelkező Sunrisers beceneve: Narancs Hadsereg.

## Története
Haidarábád előző IPL-klubja, az egyszeres bajnok Deccan Chargers 2012-ben elhúzódó pénzügyi problémák miatt megszűnt, a Sunrisers az ő helyükre lépett be, de nem jogutódként. Az új klub tulajdonjogát a Sun TV Network szerezte meg az első öt évre, évi 850,5 millió rúpiáért. A Chargers (nem gyenge) csapatából összesen 20 játékost tartottak meg, köztük a kapitányt, a Srí Lanka-i Kumár Szangakkárát, az első években mégsem sikerült jól teljesíteniük.
2015-ben az ausztrál David Warner lett a kapitány, aki annak ellenére, hogy csak hatodikként végeztek abban a szezonban, saját egyéni teljesítményének köszönhetően megtarthatta pozícióját (ellentétben a korábbi két idényben szolgáló nem kevesebb mint négy kapitánnyal), és a következő évre egy igen sikeres csapatot épített, amellyel megnyerték történetük első bajnoki címét is. A Warnert segítő Tom Moody edző, Muttéja Muralitaran dobóedző és V. V. Sz. Laksman mentor a következő években is hozzásegítette a Sunriserst a jó szerepléshez, de 2020-ra új edző és segédedző érkezett Trevor Bayliss és Brad Haddin személyében, velük viszont 2021-ben csak az utolsó helyre futottak be, így őket menesztették, Moody visszatért, Warner helyett pedig Kane Williamsont nevezték ki új kapitánynak. Az edzői stábhoz egyúttal a világhírű Brian Lara és a korábbi sikeres dél-afrikai dobó, Dale Steyn is csatlakozott.

## Eredményei az IPL-ben
| Év   | Alapszakasz-helyezés | Eredmény a rájátszásban |
| ---- | -------------------- | ----------------------- |
| 2013 | 4. hely              | 4. hely                 |
| 2014 | 6. hely              |                         |
| 2015 | 6. hely              |                         |
| 2016 | 3. hely              | Bajnok                  |
| 2017 | 3. hely              | 4. hely                 |
| 2018 | 1. hely              | 2. hely                 |
| 2019 | 4. hely              | 4. hely                 |
| 2020 | 3. hely              | 3. hely                 |
| 2021 | 8. hely              |                         |
| 2022 | 8. hely              |                         |
| 2023 | 10. hely             |                         |
| 2024 | 2. hely              | 2. hely                 |
| 2025 | 6. hely              |                         |